# Seznam hvězd v souhvězdí Kasiopeji
Toto je seznam významných hvězd v souhvězdí Kasiopeji (Cassiopeia). Hvězdy jsou seřazeny podle zdánlivé hvězdné velikosti.